# 西宮銀行
株式会社西宮銀行（にしのみやぎんこう）は、現在の三井住友銀行の前身の一つで、かつて兵庫県西宮市久保町に存在した銀行。

## 概要
1891年（明治24年）7月、兵庫県武庫郡西宮町二号地（浜久保町）で設立された。1932年（昭和7年）、武庫銀行を合併。1936年（昭和11年）、兵庫県の7銀行が合併し、神戸銀行が発足。八馬兼介は1898年（明治31年）以来頭取であった。

## 役員

### 『日本全国諸会社役員録 明治28年』
- 専務取締役・森本甚兵衛[4]
- 取締役・紅野善三郎、鷲尾伸五郎、大村太右衛門、初代八馬兼介[4]
- 監査役・嘉治善兵衛、伊藤米蔵[4]

### 『日本全国諸会社役員録 明治29年』
- 専務取締役・森本甚兵衛[5]
- 取締役・紅野善三郎、鷲尾伴五郎、大村太右衛門、初代八馬兼介[5]
- 監査役・米座百太郎、伊藤米蔵、森本甚之助[5]

### 『日本全国諸会社役員録 明治30年』
- 頭取・鷲尾伴五郎[6]
- 取締役・鷲尾幸治郎、森本甚兵衛、紅野善三郎、初代八馬兼介[6]
- 監査役・大村太右衛門、勝田悌三郎、伊藤米蔵[6]

### 『日本全国諸会社役員録 明治35年』
- 頭取・初代八馬兼介[7]
- 常務取締役・森本甚兵衛[7]
- 取締役・紅野善三郎、阪口吉蔵[7]
- 監査役・大村太右衛門、伊藤米蔵[7]

### 『西宮現勢史』
- 頭取・初代八馬兼介[2]
- 専務取締役・飯田壽作[2]
- 取締役・紅野善三郎、阪口吉蔵[2]
- 監査役・木谷市右衛門、伊藤保平[2]

### 『日本全国諸会社役員録 第30回』
- 頭取・三代八馬兼介[8]
- 常務取締役・飯田壽作[8]
- 取締役・紅野善三郎、阪口吉蔵[8]
- 監査役・木谷市右衛門、伊藤保平[8]

### 『日本全国諸会社役員録 第38回』
- 頭取・三代八馬兼介[9]
- 取締役・紅野善一、阪口吉蔵[9]
- 監査役・木谷市右衛門、伊藤保平[9]

### 『日本全国諸会社役員録 第43回』
- 頭取・三代八馬兼介[1]
- 常務取締役・駒井亀治郎[1]
- 取締役・紅野善一、阪口吉蔵[1]
- 監査役・木谷市右衛門、伊藤保平[1]

## 支店・出張所
支店
- 石在町支店（兵庫県西宮市石在町）[1]
- 芦屋支店（兵庫県武庫郡精道村芦屋）[1]
- 本庄支店（兵庫県武庫郡本庄村青木）[1]
- 三田支店（兵庫県有馬郡三田町）[2][8]
- 池田支店（大阪府豊能郡池田町）[2][8]
- 岡町支店（大阪府豊能郡豊中村）[2][8]

出張所
- 北出張所（兵庫県西宮市与古道町）[9]
- 西出張所（兵庫県西宮市香櫨園）[1]
- 今津出張所（兵庫県西宮市今津）[1]
- 打出出張所（兵庫県武庫郡精道村打出）[1]
- 芦屋北出張所（兵庫県武庫郡精道村芦屋）[1]
- 岡本出張所（兵庫県武庫郡本山村岡本）[1]
- 深江出張所（兵庫県武庫郡本庄村深江）[1]
- 稲野出張所（兵庫県川辺郡稲野村山田）[1]
- 宝塚出張所（兵庫県川辺郡小浜村川西）[1]
- 川西出張所（兵庫県川辺郡川西町小花）[1]
- 長尾出張所（兵庫県川辺郡長尾村）[9]
- 甲東出張所（兵庫県武庫郡甲東村）[9]
- 豊川出張所（大阪府三島郡豊川村）[9]
- 萱野出張所（大阪府豊能郡萱野村）[9]
- 三国出張所（大阪府大阪市東淀川区三国町）[9]